# 노이타미나
노이타미나(ノイタミナ, noitaminA)는 2005년 4월 14일부터 후지테레비계의 방송국에서 방송되고 있는 TV 애니메이션 방송시간대의 이름이다. 노이타미나는 애니메이션(Animation)을 반대로 읽은 것으로써, “애니메이션의 상식을 뒤집고 싶다”라는 발상에서 온 것이다.
애니플렉스가 음악 제작에 관여하고, SME(Sony Music) 계열의 레코드 회사 소속의 아티스트들이 주제가를 담당하는 등, 소니 그룹이 주로 제작에 관여하고 있다. 주로 소녀만화가 원작인 작품을 방송하며, 지금까지 애니메이션을 보지 않는 것으로 알려져 있던 20~34세의 여성층을 의식하는 모양새를 보였다.
후지테레비의 심야 애니메이션이라고 하면, 지금까지 방영을 쉰다든지 하는 문제가 계속되던 인상을 완전히 지울 수 없으나,“노이타미나”에서는 다른 작품들에서는 보이지 않았던 시험성 짙은 시도를 적극적으로 해본다든지, 전체적으로 작품의 제작 수준이 높다든지 하여 “noitaminA”의 이름에 부끄럽지 않은 작품군을 방영하고 있다고 할 수 있다. 방송시간도 방송사의 사정으로 인하여 쉬는 일이 거의 없는 비교적 이른 시간대로서, 회사 내부에서의 충돌을 피하려는 모습이 보인다.
“노이타미나”의 로고가 먼저 방송되는 것은 후지테레비뿐이다.
단, “오리지널 애니메이션”은 없고 “애니메이션화”된 작품의 비율이 높다는 비판도 있다. 이것은 원작 만화의 독자를 그대로 애니메이션 작품의 시청자로서 끌어오기 위한 것일지도 모르나, 각본가가 솜씨를 보일 수 있는 장면이 적고 제작이 원 작품의 줄거리를 따라가는 인상이 짙다. 시청률이나 소재에는 문제가 없을지 모르나, 캐릭터의 개성이 약해지고 대사가 책읽기에 가깝게 되어버리는 경우도 있다.
방영시간대는 2006년 8월 기준으로, 후지테레비 기준으로 매주 목요일 24:45 - 25:15 (금요일 새벽 0:45 ~ 1:15)이다.
2010년 4월부터 30분이었던 편성 시간이 1시간으로 확대되어 두 작품이 방송된다.

## 작품 방영 내용
- 모든 작품은 일본 현지에서 자막방송이 대응된다. '괴 ~아야카시~'를 제외한 작품은 하이비전으로 방영된다.
- 나만이 없는 거리까지는 대한민국 방송사에서 방영되었지만 갑철성의 카바네리부터는 아마존 프라임 비디오로 노이타미나의 판권이 넘어가 국내방영이 불가능하다.
- 투니버스에서는 도쿄 매그니튜드 8.0, 안경부, 동쪽의 에덴, 갈릴레이 돈나를, 대원방송에서 해파리 공주를, 애니맥스에서 허니와 클로버, 노다메 칸타빌레, 시원찮은 그녀를 위한 육성방법, 그 외 애니플러스에서 2016년 1분기 나만이 없는 거리까지 다수의 작품이 방영되었다.

| 방송일                   | 제목                                                                      | 원제                                     | 회수 | 제작사                                        |
| 2005년 4월 - 9월         | 허니와 클로버                                                             | ハチミツとクローバー                     | 24   | J.C.STAFF                                     |
| 2005년 10월 - 12월       | 파라다이스 키스                                                           | Paradise Kiss                            | 12   | 매드하우스                                    |
| 2006년 1월 - 3월         | 괴 ~아야카시~                                                             | 怪 〜ayakashi〜                          | 11   | 토에이 애니메이션                             |
| 2006년 4월 - 6월         | 수왕성                                                                    | 獣王星                                   | 11   | 본즈                                          |
| 2006년 6월 - 9월         | 허니와 클로버 2                                                           | ハチミツとクローバー2                    | 12   | J.C.STAFF                                     |
| 2006년 10월 - 12월       | 워킹맨                                                                    | 働きマン                                 | 11   | 갤럽                                          |
| 2007년 1월 - 6월         | 노다메 칸타빌레                                                           | のだめカンタービレ                       | 23   | J.C.STAFF                                     |
| 2007년 7월 - 9월         | 모노노케                                                                  | モノノ怪                                 | 12   | 토에이 애니메이션                             |
| 2007년 10월 - 12월       | 모야시몬                                                                  | もやしもん                               | 11   | 시로구미／텔레콤 애니메이션 필름              |
| 2008년 1월 - 3월         | 묘지의 기타로                                                             | 墓場鬼太郎                               | 11   | 토에이 애니메이션                             |
| 2008년 4월 - 6월         | 도서관 전쟁                                                               | 図書館戦争                               | 12   | 프로덕션 I.G                                  |
| 2008년 7월 - 9월         | 서양골동양과자점 ~안티크~                                                 | 西洋骨董洋菓子店 〜アンティーク〜        | 12   | 닛폰 애니메이션 / 시로구미                    |
| 2008년 10월 - 12월       | 노다메 칸타빌레 파리편                                                    | のだめカンタービレ巴里編                 | 11   | J.C.STAFF                                     |
| 2009년 1월 - 3월         | 겐지 이야기 천년기 Genji                                                  | 源氏物語千年紀 Genji                     | 11   | 후지 TV / 도쿄무비신사(TMS) / 테즈카 프로덕션 |
| 2009년 4월 - 6월         | 동쪽의 에덴                                                               | 東のエデン                               | 11   | 프로덕션 I.G                                  |
| 2009년 7월 - 9월         | 도쿄 매그니튜드 8.0                                                       | 東京マグニチュード8.0                    | 11   | 본즈 / 키네마 시트러스                        |
| 2009년 10월 - 12월       | 공중그네                                                                  | 空中ブランコ                             | 11   | 토에이 애니메이션                             |
| 2010년 1월 - 3월         | 노다메 칸타빌레 피날레                                                    | のだめカンタービレフィナーレ             | 11   | J.C.STAFF                                     |
| 2010년 4월 - 6월         | 다다미 넉 장 반 세계일주                                                  | 四畳半神話大系                           | 11   | 매드하우스                                    |
| 2010년 4월 - 6월         | 납치사 고요                                                               | さらい屋五葉                             | 12   | Manglobe                                      |
| 2010년 7월 - 9월         | 모야시몬(드라마판)                                                        | もやしもん                               | 11   | 시로구미                                      |
| 2010년 7월 - 12월        | 시귀                                                                      | 屍鬼                                     | 22   | 동몽                                          |
| 2010년 10월 - 12월       | 해파리 공주                                                               | 海月姫                                   | 11   | 브레인즈 베이스                               |
| 2011년 1월 - 3월         | 프랙탈                                                                    | フラクタル                               | 11   | A-1 Pictures                                  |
| 2011년 1월 - 3월         | 방랑 소년                                                                 | 放浪息子                                 | 11   | AIC Classic                                   |
| 2011년 4월 - 6월         | C                                                                         | C                                        | 11   | 타츠노코 프로덕션                             |
| 2011년 4월 - 6월         | 그날 본 꽃의 이름을 우리는 아직 모른다(아노하나)                          | あの日見た花の名前を僕達はまだ知らない。 | 11   | A-1 Pictures                                  |
| 2011년 7월 - 9월         | 토끼 드롭스                                                               | うさぎドロップ                           | 11   | 프로덕션 I.G                                  |
| 2011년 7월 - 9월         | NO.6                                                                      | NO.6                                     | 11   | 본즈                                          |
| 2011년 10월 - 12월       | UN-GO                                                                     | UN-GO                                    | 11   | 본즈                                          |
| 2011년 10월 - 2012년 3월 | 길티 크라운                                                               | ギルティクラウン                         | 22   | 프로덕션 I.G                                  |
| 2012년 1월               | 테르마이 로마이                                                           | テルマエ・ロマエ                         | 3    | DLE                                           |
| 2012년 2월 - 3월         | 블랙★록 슈터                                                              | ブラック★ロックシューター                | 8    | Ordet / 산지겐                                |
| 2012년 4월 - 6월         | 언덕길의 아폴론                                                           | 坂道のアポロン                           | 12   | MAPPA / 테즈카 프로덕션                       |
| 2012년 4월 - 6월         | 츠리타마                                                                  | つり球                                   | 12   | A-1 Pictures                                  |
| 2012년 7월 - 9월         | 모야시몬 Returns                                                          | もやしもん リターンズ                    | 11   | 시로구미 / 텔레콤 애니메이션 필름             |
| 2012년 7월 - 9월         | 여름 눈 랑데부                                                            | 夏雪ランデブー                           | 11   | 동화공방                                      |
| 2012년 10월 - 2013년 3월 | Robotics;Notes                                                            | ロボティクス・ノーツ                     | 22   | 프로덕션 I.G                                  |
| 2012년 10월 - 2013년 3월 | PSYCHO-PASS                                                               | サイコパス                               | 22   | 프로덕션 I.G                                  |
| 2013년 4월 - 6월         | 칼 이야기[노이타미나판]                                                   | 刀語 -ノイタミナ版-                      | 12   | WHITE FOX                                     |
| 2013년 7월 - 9월         | 은수저(1기)                                                               | 銀の匙 Silver Spoon                      | 11   | A-1 Pictures                                  |
| 2013년 7월 - 9월         | 그날 본 꽃의 이름을 우리는 아직 모른다 (극장판 개봉 기념 부음성 코멘터리) | あの日見た花の名前を僕達はまだ知らない。 | 11   | A-1 Pictures                                  |
| 2013년 10월 - 12월       | 갈릴레이 돈나                                                             | ガリレイドンナ                           | 11   | A-1 Pictures                                  |
| 2013년 10월 - 2014년 3월 | 사무라이 플라멩코                                                         | サムライフラメンコ                       | 22   | Manglobe                                      |
| 2014년 1월 - 3월         | 은수저(2기)                                                               | 銀の匙 Silver Spoon                      | 11   | A-1 Pictures                                  |
| 2014년 4월 - 6월         | 핑퐁 THE ANIMATION                                                        | ピンポン THE ANIMATION                   | 11   | 타츠노코 프로덕션                             |
| 2014년 4월 - 6월         | 류가죠 나나나의 매장금                                                    | 龍ヶ嬢七々々の埋蔵金                     | 11   | A-1 Pictures                                  |
| 2014년 7월 - 10월        | 잔향의 테러                                                               | 残響のテロル                             | 11   | MAPPA                                         |
| 2014년 10월 - 12월       | PSYCHO-PASS 2                                                             | サイコパス 2                             | 11   | 타츠노코 프로덕션                             |
| 2014년 10월 - 2015년 3월 | 4월은 너의 거짓말                                                         | 四月は君の嘘                             | 22   | A-1 Pictures                                  |
| 2015년 1월 - 3월         | 시원찮은 그녀를 위한 육성방법                                             | 冴えない彼女の育てかた                   | 13   | A-1 Pictures                                  |
| 2015년 4월 - 6월         | 펀치라인                                                                  | パンチライン                             | 12   | MAPPA                                         |
| 2015년 7월 - 9월         | 란포기담 Game of Laplace                                                  | 乱歩奇譚 Game of Laplace                 | 11   | Lerche                                        |
| 2015년 10월 - 12월       | 모든 것이 F가 된다 THE PERFECT INSIDER                                    | すべてがFになる THE PERFECT INSIDER      | 11   | A-1 Pictures                                  |
| 2016년 1월 - 3월         | 나만이 없는 거리                                                          | 僕だけがいない街                         | 12   | A-1 Pictures                                  |
| 2016년 4월 - 6월         | 갑철성의 카바네리                                                         | 甲鉄城のカバネリ                         | 12   | WIT STUDIO                                    |
| 2016년 7월 - 9월         | 배터리                                                                    | バッテリー                               | 10   | ZERO-G                                        |
| 2016년 10월 - 12월       | 배를 엮다                                                                 | 舟を編む                                 | 11   | ZEXCS                                         |
| 2017년 1월 - 3월         | 쓰레기의 본망                                                             | クズの本懐                               | 12   | Lerche                                        |
| 2017년 4월 - 6월         | 시원찮은 그녀를 위한 육성방법 ♭                                           | 冴えない彼女の育てかた♭                  | 11   | A-1 Pictures                                  |
| 2017년 7월 - 9월         | 다이브!!                                                                  | DIVE!!                                   | 12   | ZERO-G                                        |
| 2017년 10월 - 12월       | 이누야시키                                                                | いぬやしき                               | 11   | MAPPA                                         |
| 2018년 1월 - 3월         | 사랑은 비가 갠 뒤처럼                                                     | 恋は雨上がりのように                     | 12   | WIT STUDIO                                    |
| 2018년 4월 - 6월         | 오타쿠에게 사랑은 어려워                                                  | ヲタクに恋は難しい                       | 11   | A-1 Pictures                                  |
| 2018년 7월 - 12월        | 바나나 피쉬                                                               | BANANA FISH                              | 24   | MAPPA                                         |
| 2019년 1월 - 3월         | 약속의 네버랜드                                                           | 約束のネバーランド                       | 12   | CloverWorks                                   |
| 2019년 4월 - 6월         | 사라잔마이                                                                | さらざんまい                             | 11   | MAPPA / Lapin Track                           |
| 2019년 7월 - 9월         | 기븐                                                                      | ギヴン                                   | 11   | Lerche                                        |
| 2019년 10월 - 12월       | PSYCHO-PASS 3                                                             | サイコパス 3                             | 8    | 프로덕션 I.G                                  |
| 2020년 1월 -             | 우치타마?! ~우리집 타마를 모르시나요?~                                    | うちタマ?! 〜うちのタマ知りませんか?〜   | 11   | MAPPA / Lapin Track                           |
| 2020년 4월, 7월 - 9월    | 부호형사 Balance:UNLIMITED                                                | 富豪刑事 Balance:UNLIMITED               | 11   | CloverWorks                                   |
| 2021년 1월 - 3월         | 2.43 세이인 고교 남자 배구부                                              | 2.43 清陰高校男子バレー部                | 12   | david production                              |
| 2021년 1월 - 3월         | 약속의 네버랜드(2기)                                                      | 約束のネバーランド                       | 11   | CloverWorks                                   |
| 2021년 4월 - 6월         | 바쿠텐!!                                                                  | バクテン!!                               | 12   | ZEXCS                                         |
| 2021년 7월 - 9월         | 평온세대의 위타천들                                                       | 平穏世代の韋駄天達                       | 11   | MAPPA                                         |
| 2021년 10월 - 2022년 1월 | 임금님 랭킹                                                               | 王様ランキング                           | 23   | WIT STUDIO                                    |
| 2022년 7월 - 9월         | 철야의 노래(1기)                                                          | よふかしのうた                           | 13   | 라이덴 필름                                   |
| 2022년 10월 - 2023년 3월 | 시끌별 녀석들(2022년판 1기)                                               | うる星やつら                             | 23   | david production                              |
| 2023년 4월 - 6월         | 임금님 랭킹: 용기의 보물상자                                              | 王様ランキング 勇気の宝箱                | 10   | WIT STUDIO                                    |
| 2023년 7월 - 12월        | 바람의 검심(2023년판 1기)                                                 | るろうに剣心 -明治剣客浪漫譚-            | 24   | 라이덴 필름                                   |
| 2024년 1월 - 6월         | 시끌별 녀석들(2022년판 2기)                                               | うる星やつら                             | 23   | david production                              |
| 2024년 7월 - 9월         | 선배는 남자아이                                                           | 先輩はおとこのこ                         | 12   | project No.9                                  |
| 2024년 10월 - 2025년 3월 | 바람의 검심(2023년판 2기)                                                 | るろうに剣心 -明治剣客浪漫譚-            | 23   | 라이덴 필름                                   |
| 2025년 4월 - 6월         | 수수께끼 풀이는 저녁식사 후에                                             | 謎解きはディナーのあとで                 | 12   | 매드하우스                                    |
| 2025년 7월 -             | 철야의 노래(2기)                                                          | よふかしのうた                           | 미정 | 라이덴 필름                                   |
| 2025년 10월 -            | 샤바케                                                                    | しゃばけ                                 | 미정 | 반다이 남코 픽쳐스                            |